# AVN Award for Best Actor
L'AVN Award for Best Actor è un premio pornografico assegnato all'attore protagonista votato come migliore dalla AVN, l'ente che assegna gli AVN Awards, riconosciuti come i migliori premi del settore (paragonabile al Premio Oscar).
Come per gli altri premi, viene assegnato nel corso di una cerimonia che si svolge a Las Vegas, solitamente nel mese di gennaio, dal 1984. Dal 1986 al 2008 è stato diviso in due sottocategorie: film e video.

## Vincitori

### Anni 1980
| Anno      | Vincitore       | Vincitore               | Titolo         | Titolo                   |
| --------- | --------------- | ----------------------- | -------------- | ------------------------ |
| 1984      | Richard Pacheco | Richard Pacheco         | Irresistible   | Irresistible             |
| 1985      | Eric Edwards    | Eric Edwards            | X Factor       | X Factor                 |
| Anno      |                 |                         |                |                          |
| Vincitore |                 |                         |                |                          |
| Film      | Titolo          | Video                   | Titolo         |                          |
| 1986      | Harry Reems     | Trashy Lady             | Eric Edwards   | Dangerous Stuff          |
| 1987      | Mike Horner     | Sexually Altered States | Buck Adams     | Rockey X                 |
| 1988      | John Leslie     | Firestorm II            | Robert Bullock | Romeo and Juliet         |
| 1989      | Robert Bullock  | Portrait of an Affair   | Jon Martin     | Rockey X–The Final Round |

### Anni 1990
| Anno |                  |                           |                  |                                |
| Anno | Vincitore        | Vincitore                 | Vincitore        | Vincitore                      |
| Anno | Film             | Titolo                    | Video            | Titolo                         |
| ---- | ---------------- | ------------------------- | ---------------- | ------------------------------ |
| 1990 | Jon Martin       | Cool Sheets               | Jon Martin       | Cool Sheets                    |
| 1991 | Randy Spears     | The Masseuse              | Eric Edwards     | The Last X-Rated Movie, Part 1 |
| 1992 | Buck Adams       | Roxy                      | Tom Byron        | Sizzle                         |
| 1993 | Mike Horner      | The Seduction of Mary     | Joey Silvera     | The Party                      |
| 1994 | Mike Horner      | Justine: Noting To Hide 2 | Jonathan Morgan  | The Creasemaster               |
| 1995 | Buck Adams       | No Motive                 | Steven St. Croix | Chinatown                      |
| 1996 | Mike Horner      | Lessons in Love           | Jon Dough        | Latex                          |
| 1997 | Jamie Gillis     | Bobby Sox                 | Jon Dough        | Shock                          |
| 1998 | Steven St. Croix | Bad Wives                 | Tom Byron        | Indigo Delta                   |
| 1999 | James Bonn       | Models                    | Michael J. Cox   | L.A. Uncovered                 |

### Anni 2000
| Anno |                 |                    |                                 |                                 |
| Anno | Vincitore       | Vincitore          | Vincitore                       | Vincitore                       |
| Anno | Film            | Titolo             | Video                           | Titolo                          |
| ---- | --------------- | ------------------ | ------------------------------- | ------------------------------- |
| 2000 | James Bonn      | Chloe              | Randy Spears                    | Double Feature!                 |
| 2001 | Evan Stone      | Adrenaline         | Joel Lawrence                   | Raw                             |
| 2002 | Anthony Crane   | Beast              | Mike Horner                     | Euphoria                        |
| 2003 | Brad Armstrong  | Falling From Grace | Dale DaBone                     | Betrayed By Beauty              |
| 2004 | Randy Spears    | Heart of Darkness  | Evan Stone                      | Space Nuts                      |
| 2005 | Justin Sterling | The Masseuse       | Barrett Blade                   | Loaded                          |
| 2006 | Randy Spears    | Eternity           | Evan Stone                      | Pirates                         |
| 2007 | Randy Spears    | Manhunters         | Evan Stone                      | Sex Pix                         |
| 2008 | Tom Byron       | Layout             | Brad Armstrong                  | Coming Home                     |
| Anno | Vincitore       | Vincitore          | Titolo                          | Titolo                          |
| 2009 | Evan Stone      | Evan Stone         | Pirates II: Stagnetti's Revenge | Pirates II: Stagnetti's Revenge |

### Anni 2010
| Anno | Vincitore        | Titolo                             |
| ---- | ---------------- | ---------------------------------- |
| 2010 | Eric Swiss       | Not Married With Children XXX      |
| 2011 | Tom Byron        | The Big Lebowski: A XXX Parody     |
| 2012 | Dale DaBone      | Elvis XXX: A Porn Parody           |
| 2013 | Steven St. Croix | Torn                               |
| 2014 | Tommy Pistol     | Evil Head                          |
| 2015 | Steven St. Croix | Wetwork                            |
| 2016 | Tommy Pistol     | Stryker                            |
| 2017 | Xander Corvus    | The Preacher's Daughter            |
| 2018 | Tommy Pistol     | Ingenue                            |
| 2019 | Seth Gamble      | Deadpool XXX: An Axel Braun Parody |

### Anni 2020
| Anno | Vincitore    | Titolo                    |
| ---- | ------------ | ------------------------- |
| 2020 | Seth Gamble  | Perspective               |
| 2021 | Tommy Pistol | Another Life              |
| 2022 | Tommy Pistol | Second Chance             |
| 2023 | Tommy Pistol | The Bargain               |
| 2024 | Tommy Pistol | We Are Alone Now          |
| 2025 | Seth Gamble  | A Loving Home Environment |